# سوزان فرنانديز
سوزان فرنانديز هي مغنية فلبينية، ولدت في 3 أغسطس 1956، وتوفيت في 2 يوليو 2009 في باسيج في الفلبين بسبب سرطان المبيض.

## وصلات خارجية
- سوزان فرنانديز على موقع ميوزك برينز (الإنجليزية)